# Опреснение воды

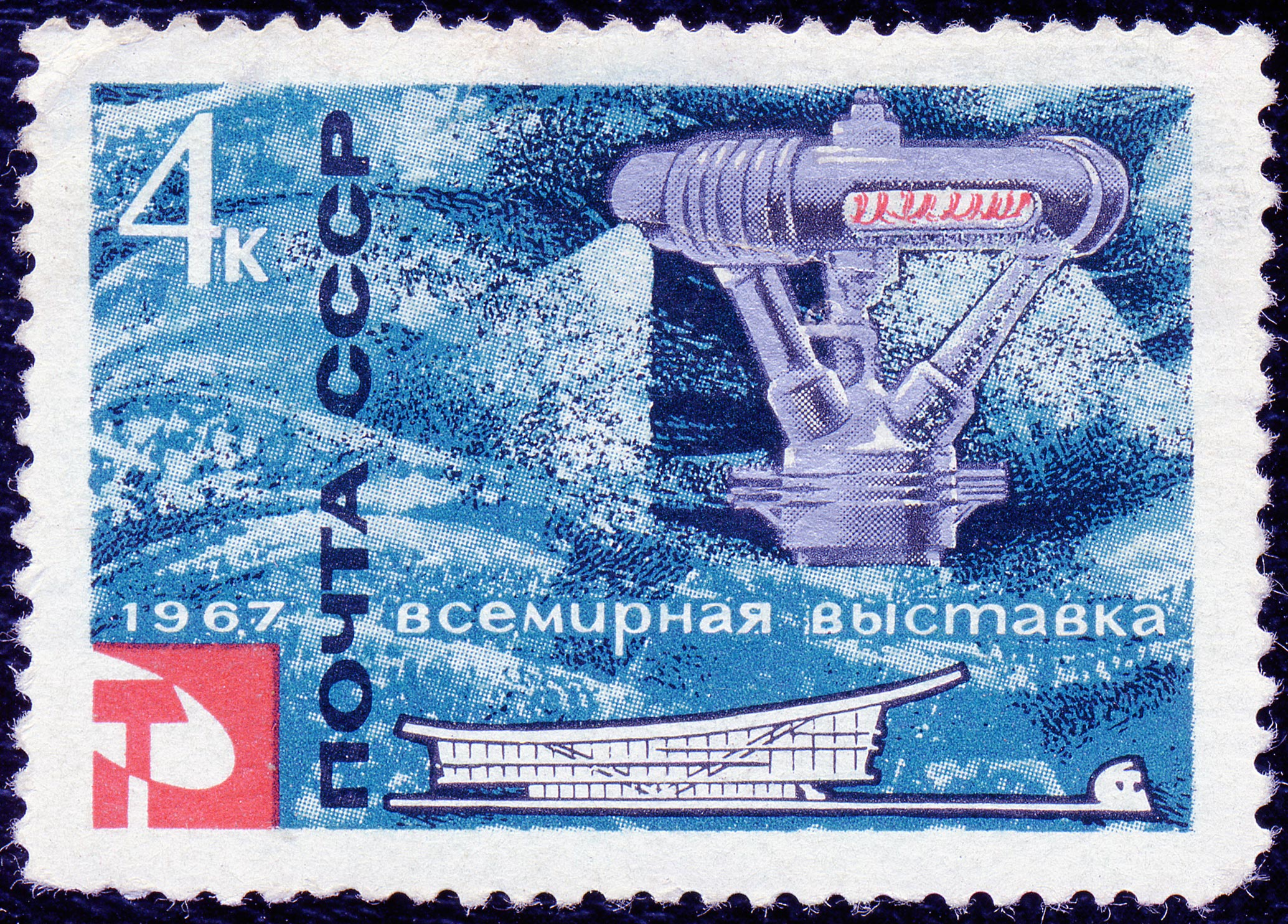
Опреснитель морской воды на Экспо-67, почтовая марка СССР,

Опресне́ние воды — удаление из воды растворённых в ней солей с целью сделать её пригодной для питья или для выполнения определённых технических задач.

## Способы опреснения
Для питьевого водоснабжения пригодна вода с содержанием растворимых солей не более 1 г/л. Поэтому практической задачей при опреснении воды (главным образом, морской) является уменьшение её избыточной солёности. Достигается это различными способами:
- испарение (дистилляция), в том числе:
  - обычная дистилляция,
  - многостадийная флеш-дистилляция,
  - дистилляция под низким давлением (вакуумная дистилляция),
  - термокомпрессионная дистилляция,
- замораживание (вымораживание)[1],
  - в том числе посредством газовых гидратов,
- ионный обмен,
- электродиализ,
- обратный осмос,
- прямой осмос,
- гидродинамическое разделение (сепарация).

В стадии исследований:
- электрохимический способ (англ. Electrochemically Mediated Seawater Desalination), в котором специальная микросхема разделяет поток солёной воды на два потока с повышенным и пониженным содержанием солей, соответственно[2]

Опреснение воды для промышленных и бытовых нужд осуществляется на опреснительных установках. В зависимости от используемого метода, энергозатраты на кубический метр составляют от 0,7 кВт∙ч до 20 кВт∙ч (2,5-72 МДж).

## Опреснение в странах Аравийского полуострова
Аравийский полуостров — одно из самых засушливых мест мира, поэтому проблема пресной воды там всегда стояла особенно остро. Высокие доходы от экспорта углеводородов позволяют монархиям Персидского залива опреснять воду в большом объёме (в 2000-е годы на опреснение одного м³ воды тратилось в них 3,5 кВт·ч). Показатели опреснения в 2000-е годы были следующие (в миллионах м³, в скобках указан год): Саудовская Аравия — 1033 (2006), ОАЭ — 950 (2005), Кувейт — 254 (2008), Катар — 180 (2005), Оман — 109 (2006), Бахрейн — 102 (2003).

## Опреснение воды наШевченковской АЭС
В 1972 году в городе Шевченко (ныне город Актау), Казахстан, была введена в строй и действовала почти 30 лет единственная в мире атомная опреснительная установка, работавшая от реактора на быстрых нейтронах (БН-350) — Шевченковская АЭС.